# Sardoides
Sardoides là một chi bọ cánh cứng trong họ Chrysomelidae.
Chi này được miêu tả khoa học năm 1895 bởi Jacoby.

## Các loài
Các loài trong chi này gồm:
- Sardoides transvaalensis Jacoby, 1903
- Sardoides viridicollis Jacoby, 1895